# Antoine-Henri de Bérault-Bercastel
Antoine Henri Bérault-Bercastel, né à Briey (Meurthe-et-Moselle) le 20 novembre 1722 et mort à Châtenay-en-France le 7 juillet 1796, est un religieux, historien de l'Église et poète français.

## Biographie
Il entra dans l'ordre des jésuites, qu'il quitta ensuite pour devenir curé d'Omerville en 1758, puis chanoine de Noyon. Il est connu surtout pour son Histoire de l'Église, qui couvre la période depuis l'Église primitive jusqu'à 1721. L'ouvrage s'adressait à un public éduqué, mais non érudit, et plus particulièrement aux prêtres qui, ne pouvant remonter aux sources, souhaitaient néanmoins approfondir leurs connaissances religieuses. Traduit en anglais, en allemand, en espagnol et en italien, il fut plusieurs fois continué, refondu et abrégé jusque vers milieu du XIXe siècle.
Bérault-Bercastel est également l'auteur de « quelques poèmes au-dessous du médiocre, entre autres la Conquête de la Terre promise où le mélange de l'histoire sainte et de la fable touche au grotesque ». Il tenta de ressusciter le genre champêtre à la manière de Virgile avec un poème intitulé Le Serin de Canarie, « ouvrage dans un genre nouveau pour la poésie françoise, qui, à l'aide de quelques notes, forme un traité complet et très sûr pour élever les serins ». Mais, écrit le baron Grimm, « il aurait fallu un poète d'une autre trempe » et non « une imagination sèche, sans légèreté, sans chaleur, et sans finesse ».

## Publications
Histoire
- La Solitaire des Pyrénées, ou Jeanne-Marguerite de Montmorency (1753)
- Histoire générale de l'Église, depuis la prédication des apôtres jusqu'au pontificat de Grégoire XVI, (24 volumes, 1778-1790)

Poésie
- Le Serin de Canarie, poème. Ouvrage dans un genre nouveau pour la poésie françoise, qui, à l'aide de quelques notes, forme un traité complet et très sûr pour élever les serins (1755)
- Idylles nouvelles (1761)
- La Conquête de la Terre promise, poème (1766)

Traduction
- Francisco de Quevedo y Villegas : Voyages récréatifs du chevalier de Quévédo (1756)